# Rivière Mikwam Est
Pour les articles homonymes, voir Mikwam.
La rivière Mikwam Est (en anglais : East Mikwam River) est un cours d'eau située dans le District de Cochrane en Ontario (Canada). Elle est un affluent de la rivière Mikwam.

## Toponymie
Les toponymes suivants sont de même origine et sont dans le même secteur du district de Cochrane: rivière Mikwam, Petite rivière Mikwam, lac Mikwam, Petit lac Mikwam, lac Mikwam supérieur.